# 360-е годы до н. э.
360-е (три́ста шестидеся́тые) го́ды до на́шей э́ры по пролептическому юлианскому календарю — промежуток времени с 1 января 369 года до н. э. по 31 декабря 360 года до н. э., включающий с 369 по 361 годы 4-го десятилетия  и 360 год 5-го десятилетия IV века 1-го тысячелетия до н. э. Им предшествовали 370-е годы до н. э., за ними следовали 350-е годы до н. э. Они закончились 2385 лет назад.

## Важнейшие события
- 367 год до н. э.
  - Семнадцатилетний Аристотель переезжает в Афины
  - Дионисий Младший становится тираном Сиракуз
- 362 год до н. э.
- Битва при Мантинее между фиванской коалицией и Спартой, окончание беотийской войны и конец фиванской гегемонии.

## Родились
- 361 год до н. э.
  - Агафокл, тиран Сиракуз с 317 года до н. э.
  - Лисимах, один из диадохов Александра Македонского

## Скончались
- 369 год до н. э.
  - Аминта III, царь Македонии
- 362 год до н. э.
  - Эпаминонд в битве при Мантинее